# Pastiglia

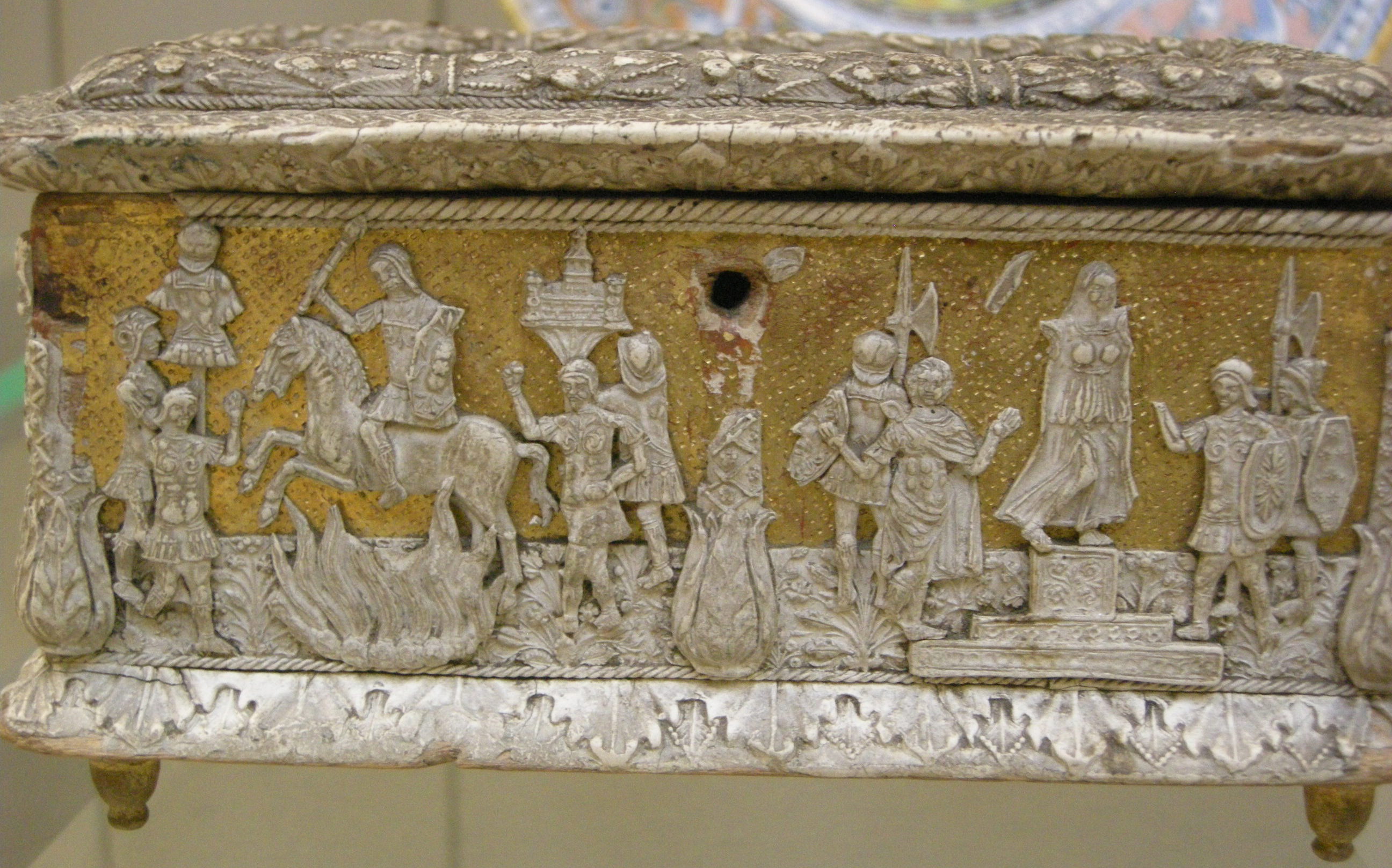
Pastiglia på ett italienskt skrin från sent 1400-tal.

Pastiglia är en låg reliefstruktur för exempelvis dekoration av trämöbel eller träram, eller detalj i konstverk, traditionellt uppbyggd av gesso eller av blyvitt med äggbindemedel, och ofta täckt med färg eller förgyllning.
Tekniken var särskilt populär i renässanstidens Italien under 1300–1500-talet.
Pastiglian kunde antingen gjutas i formar eller byggas upp direkt på underlaget med pensel. Pastiglia uppbyggd med pensel kallas även aggetti.
Det vanligaste materialet för pastigliadekorationer var gesso. Blyvitt och äggbindemedel användes mer sällan, och då oftast för reliefarbeten på skrin.